# Simone Ascher
Simone Ascher (* 1980 in Landshut) ist eine deutsche Schauspielerin.

## Leben
Aufgewachsen ist sie wie ihre Schwester Angela Ascher (ebenfalls Schauspielerin) in Dorfen, wo ihr Vater Simon Ascher Lehrer an der lokalen Hauptschule war. Bei der Theatergruppe des Gymnasiums Dorfen erwarb sie erste Schauspiel-Erfahrung.
Ihre professionelle Ausbildung zur Schauspielerin hatte sie von 1997 bis 2001 an der Hochschule für Musik und Theater Hannover. 1999 spielte sie im Rahmen der European Theatre Convention am Théâtre National de Nice in dem Stück Peure Bleue. Ascher arbeitet sowohl am Theater als auch beim Film und Fernsehen. 2008 bis 2010 war sie erstmals in der Regie tätig: Bei dem Musical Der Schuh des Manitu am Theater des Westens lag die Gestaltung bayerischer Dialoge in ihrer Verantwortung.
Neben ihren zahlreichen Theaterengagements war sie immer wieder in Episodenhauptrollen in Serien wie In aller Freundschaft, Die Rosenheim-Cops und Hubert ohne Staller zu sehen.
Von 2019 bis 2022 absolvierte sie den Master of Arts in Sprechwissenschaft und Sprecherziehung an der Universität des Saarlandes.

## Privatleben
Simone Ascher ist verwitwet und hat zwei Kinder. Sie lebt in Dorfen.

## Filmografie (Auswahl)
- 1995: Nach Fünf im Urwald
- 1999: Freunde fürs Leben (Gastrolle)
- 2001: Zeit ist Jetzt (Hauptrolle)
- 2007: Chiemgauer Volkstheater: Die Lügenglocke
- 2007: Chiemgauer Volkstheater: Der Silvesterstar
- 2007: Unser Charly (Gastrolle)
- 2007: Chiemgauer Volkstheater: Die Vorstadt-Diva
- 2007: Chiemgauer Volkstheater: Fischers feiern Fasching
- 2008: Der Bulle von Tölz: Bulle und Bär
- 2008: Die Stein (Fernsehserie, Folge 1x08: Neues Glück)
- 2008–2015: Die Rosenheim-Cops (Fernsehserie, 3 Folgen)
- 2008–2012: Der Schwarzwaldhof (Fernsehserie, 6 Folgen)
- 2009: Franzi (Gastrolle)
- 2011: Weissblaue Geschichten
- 2012: Flemming – Die alte Kommissarin
- 2012: Die Lügenbaronin
- 2014: In aller Freundschaft (Fernsehserie, Folge 17x13: Anschuldigungen)
- 2015: Hubert und Staller (Fernsehserie, Folge Fahr zur Hölle)
- 2015: Freddy/Eddy
- 2015: Typisch (Web-Serie)
- 2015: Die Rosenheim-Cops – Ein letztes Bier
- 2016: Notruf Hafenkante – Schatten der Vergangenheit
- 2018: Frühling – Gute Väter, schlechte Väter
- 2019: SOKO München – Wer anderen eine Grube gräbt
- 2019: Der Alte – Pias Geheimnis
- 2020: Dahoam is Dahoam – Wilderei
- 2023: Hubert ohne Staller (Fernsehserie, Folge Hahn im Korb)

## Theater (Auswahl)
- 1998: Magical Garden, Robert Wilson, Orangerie Hannover
- 1998: Tänze der Deutschen Einheit, Erik Gedeon, Staatstheater Hannover
- 1999: Peure Bleue, Michel Azama/Prosper Diss, Théâtre de St-Etienne/National de Nice
- 2001: Nathan der Weise, Recha, Hanfried Schüttler, Mainfrankentheater Würzburg
- 2001: Weisman und Rotgesicht, Ruth, Markus Baumhaus, Mainfrankentheater Würzburg
- 2002: Jedermann, Glaube, Gabi Wiesmüller, Mainfrankentheater Würzburg
- 2003: Der Narr und seine Frau … Pancomedia, Theater Augsburg, Holger Schlutze, Theater Augsburg
- 2003: Iphigenie auf Tauris, Iphigenie, Lars Vogel, Mainfrankentheater Würzburg
- 2004: Die drei Schwestern, Mascha, Margit Rogall, Mainfrankentheater Würzburg
- 2005: Triumph der Liebe, Phokion, Bernhard Stengele, Mainfrankentheater Würzburg
- 2006: Tartuffe, Élmire, Thomas Krauß, Pfalztheater Kaiserslautern
- 2007: Goldsdämmerung, Suzanne, Karin Bares, Kleines Theater
- 2009: Don Karlos, Königin Elisabeth, Detlef Altenbeck, Landestheater Coburg
- 2010: Der Geizige nach Molière, Élise, Detlef Altenbeck, Landestheater Coburg
- 2012: Gut gegen Nordwind, Emmi, Nina Pichler, Theater Paderborn
- 2023: Faust I & II, Hexe, Fräulein Marthe, Helena, Andreas Wiedermann, Freilicht Dorfen